# マリンスノー

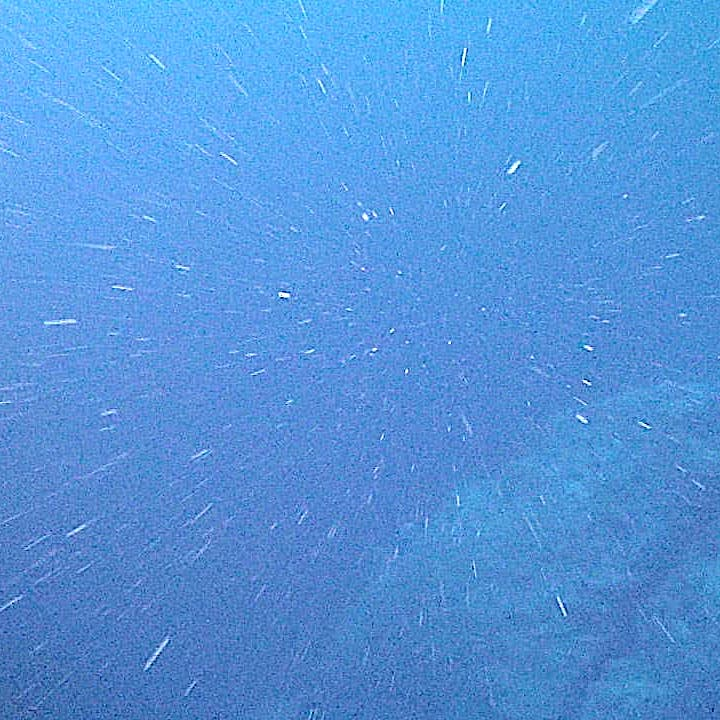
マリンスノーは表層から深層へとシャワーのように降り注ぐ有機物である。

マリンスノー（英: Marine snow）とは、深海において水中の上層から下層へと継続的に沈降する有機デトリタスであり、肉眼で観察可能な海中懸濁物のことである。
海中で白い粒子の形状をしており、海中を沈んでいく様子が雪が降っているように見えるため、マリンスノーと呼ばれる。1952年、北海道大学の井上直一と鈴木昇が潜水艇「くろしお」に乗り込み、海中の調査を行っていた際に海中の懸濁物がライトの光に照らされ、雪のように白く見えたことから、彼らはマリンスノー（海に降る雪）と名付けて和文・英文の論文で初めて用い、その後世界中でこの言葉が使われるようになった。大半のマリンスノーは沈降途中で生物により食べられ分解されるが、一部はやがて海底に降り注ぎ堆積する。マリンスノーは世界中の海洋で見ることができる。
マリンスノーは、光が豊富な有光層から下層の無光層へとエネルギーを輸出する重要な手段であり、生物ポンプと呼ばれる。海洋の生物ポンプの効率は、炭素の単位で推定される（例： mg C m-2d-1 ）。探検家のウィリアム・ビービが潜水球から観察したときにも観察された。マリンスノーの起源は有光層内の活動にあるため、マリンスノーの発生量は光合成活動と海流の季節変動に伴って変化する。マリンスノーは、無光層に生息する生物、特に水中の非常に深いところに生息する生物にとって重要な食料源になり得る。

## 構成
マリンスノーは、動物や、植物プランクトン、原生生物などの死骸、糞便、砂、その他のさまざまな有機物や無機物で構成されている。粒子は脆弱であり、水中に浮遊している状態では形状を保っていても、網などでトラップするとすぐに粉々になってしまう。凝集体は非生物的プロセス（細胞外高分子物質）を介して形成される可能性があり、具体的には植物プランクトンやバクテリアによって廃棄物として滲出する天然高分子が主な成分だと考えられている。また、動物プランクトン（例えばサルパ、オタマボヤ 、pteropodsなど）が分泌する粘液も、マリンスノー凝集体の構成に貢献すると考えられている。これらの凝集体は時間の経過とともに成長し、直径数センチメートルに達することもあり、数週間の時間をかけて海底に沈降していく。
プランクトンなどが少なく透明度の高い熱帯の海中よりもプランクトンが多く魚などがたくさん棲息する温帯や寒帯の海中の方が多く見ることができる。また、駿河湾や相模湾など、沿岸部で急激に深くなっている海域では、川や都市から流れてくる有機物によってプランクトンが多く発生し、そのため沢山のマリンスノーを見ることができる。
マリンスノーは、アオコの発生時にしばしば発生する。植物プランクトンが蓄積すると、それらが凝集し、沈下が加速する。そのため、この凝集と沈下のプロセスは、表層から藻類が消える原因の大きな要素であると考えられている。マリンスノーのほとんどの有機成分は、微生物、動物プランクトン、その他の濾過摂食動物によって、沈降過程の最初の1,000メートル以内で消費される。そのため、マリンスノーは深海の中深層および底生生態系の基盤と見なすことができる。日光が届かないため、深海生物はエネルギー源をマリンスノーに大きく依存している。浅瀬で消費されなかった若干のマリンスノーは、海底を覆う泥（堆積物）へと組み込まれ、そこで生物活性によってさらに分解される。
マリンスノーの凝集体は、ゴールドマンの”Aaggregate spinning wheel hypothesis”（凝集体の糸車仮説）に適合する特性を示す。この仮説では、植物プランクトン、微生物、バクテリアなどがマリンスノー粒子凝集体の表面に付着して生きており、急速な養分循環に関与している。実際に、植物プランクトンは局所的に集まる有機物（例えば、動物プランクトンの糞便物質や、細菌による有機分解から再生された栄養素など）から栄養素を取り込むことが知られている。粒子凝集体がゆっくりと海の底に沈む中で、凝集体に存在する多くの微生物は絶えず呼吸し続けており、微生物環に大きく貢献している。

## 凝集体のダイナミクス
マリンスノーの骨材は、1ナノメートルから数マイクロメートルのサイズのコロイド粒子から始まる。海のコロイド画分には、草食プランクトンが利用できないような性質の大量の有機物が含まれており、植物プランクトンやバクテリアよりもはるかに高い総質量を持っている。しかしながら、有機物の消費に関与するような生物にとってはあまりにも粒子サイズが小さすぎるため、生物はこれを利用することができない。コロイド画分は、より生物学的に利用可能になるためには、凝集する必要がある。

### バラスト効果
海底により早く沈む凝集体は、深海底に炭素を輸送する可能性が高くなり、逆に水中での滞留時間が長いほどそこに生息する生物などによって利用されてしまう可能性が高くなる。鉱物成分が多い高ダストな領域で形成された凝集体は、ダストが存在しない状態で形成された骨材と比較して密度を高めることができ、岩石生成物質が増加したこれらの凝集体は、粒子状有機炭素フラックスに大きな影響を与える。バラスト効果が高い凝集体は、水中を下って移動するときにミネラルの蓄積は観察されていないため、表層の海でのみそれを行うことができると考えられる。

### 断片化
粒子が直径数マイクロメートルに凝集すると、バクテリアが蓄積され、摂食と繁殖が始まる。このサイズは、沈むのに十分な大きさである。また凝集体は、”Aaggregate spinning wheel hypothesis”に必要な要素を含んでいる。これの証拠は、凝集体内での呼吸と光合成の両方の証拠を提示したAlldredgeとCohen（1987）によって発見され、独立栄養生物と従属栄養生物の両方の存在を示唆している。動物プランクトンの垂直移動中に、凝集体の量は増加し、サイズ分布は減少した。動物プランクトンの腹部に凝集体が見つかり、このことは細かく細分化されることで大きな凝集も断片化することを示している。

#### 表面凝固
凝集体は、上昇する気泡の表面に閉じ込められたコロイドからも形成される可能性がある。たとえば、Kepkayらは、泡の凝固によってより多くの食物が利用可能になり細菌の呼吸の増加につながることを発見した。

#### 濾過
水中を通って浮かんでいる粒子や小さな生物は、凝集体の内部に閉じ込められる可能性がある。ただし、マリンスノーの凝集体は多孔質であり、一部の粒子はそれらを通過することができる。

### 粒子関連微生物

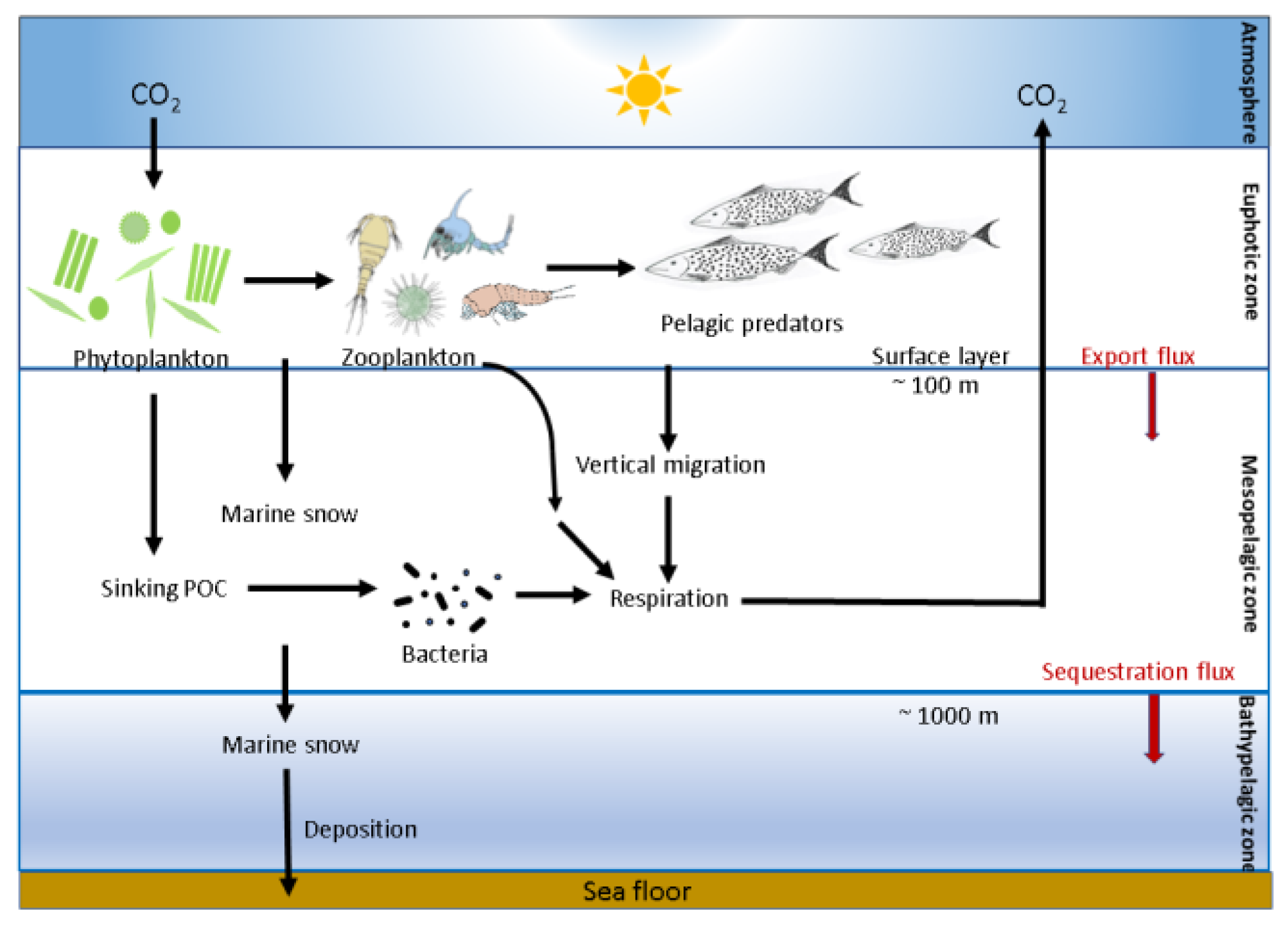
海洋炭素ポンプにおけるマリンスノーの果たす役割

プランクトンの原核生物はさらに、自由生活型と粒子付着型の2つのカテゴリーに定義することができる。両者は濾過によって分離することができる。マリンスノーの凝集体のサイズは0.2〜200μm程度であることが多く、サンプリング作業が難しいため、粒子付着細菌の研究は困難である。これらの凝集体は微生物活動のホットスポットである。海洋細菌は、凝集体の中で最も豊富な生物であり、次にシアノバクテリア、次にナノ鞭毛虫が続く。微生物密度は、周囲の海水に比べて凝集体では約1000倍程度にも多くなることがある。季節変動性があり、夏の間に最も高い密度になる。
植物プランクトンは太陽エネルギーを利用して有光層内の二酸化炭素を固定し、粒子状の有機炭素を生成する。有光層で形成された粒子状有機炭素は、海洋微生物（微生物）、動物プランクトン、およびそれらの消費者によって有機凝集体（マリンスノー）に処理され、動物プランクトンと魚によって中深層（深さ200〜1000 m）や漸深層へと垂直に輸送される。
輸送フラックスは、表層（深さ約100 mまで）からの堆積として定義され、隔離フラックス（sequestration flux）は、中深層（深さ約1000 m）からの堆積として定義される。粒子状有機炭素の一部は従属栄養微生物と動物プランクトンによって、深部の海洋水中においてCO2へと戻され、溶存無機炭素（DIC）の濃度の垂直勾配を作り出す。この深海DICは、熱塩循環を通じて千年のタイムスケールで大気に戻る。一次生産の1％から40％が有光層において放出され、放出量は中深層の底に向かって指数関数的に減衰し、表面生産の約1％だけが海底にまで到達する。
バイオマスの最大の構成要素は、海洋原生生物（真核微生物）である。漸深層から収集されたマリンスノーの凝集体は、主に真菌とラビリンチュラ綱で構成されていることが報告されている。小さな凝集体は、深海で見られるものと同様に、真核生物を多くは収容していない。漸深層の凝集体は、ほとんどが海面で見られるものに似ていた。そのため、漸深層では再石灰化率は高いと考えられる。
数値的には、マリンスノーの最大の構成要素は、凝集体にコロニーを形成する原核生物である。バクテリアは、凝集体の再石灰化と断片化に大きく関与している。再石灰化は通常、深さ200m未満で発生する。
凝集体上に形成される微生物群集は、水中の群集とは異なる。付着した微生物の濃度は、通常、自由生活性微生物よりも桁違いに大きい。分離された細菌培養物は、凝集体が付着してから2時間以内に最大20倍の酵素活性を示す。暗い海には、遠洋に生息する細菌と古細菌の約65％が生息している（Whitman et al., 1998）。
以前は、凝集体の断片化のために、水中を沈むに従って細菌群集も変化していくと考えられていた。ところが実験結果では、凝集中に形成されるコミュニティは凝集体ごとで変化が少なかった。そのためコミュニティの変化は、沈降過程で新しい細菌コロニーが形成されることによるものではなく、凝集体同士の擦り合わせや凝集体の断片化といった物理的な作用によるところが大きいと考えられる。

### 炭素循環
深海には、地球上に存在する溶存無機炭素の98％以上が含まれている。マリンスノーは地球規模の炭素循環に大きな影響を与えていると考えられるが、付着性微生物がどのような影響を与えているのかはまだ解明されていない。研究によると、深海の微生物は休眠状態ではなく、代謝的に活性であり、従属栄養生物だけでなく独立栄養生物による養分循環も関与している。現在の予測では、深海での微生物の炭素需要と表層海洋からの炭素輸送は釣り合っていない。モデルベースの研究から、溶存無機炭素固定は表層海洋の従属栄養微生物と同じ桁数でおきていると考えられており、溶存無機炭素固定の速度は1-2.5ミリモルCｍ-2d-1の範囲であると推定されている。

### 微小環境
大きな凝集体は無酸素状態になり、嫌気性代謝を引き起こす。通常、嫌気性代謝は、エネルギー的に有利な場合においてのみ見られる。マリンスノーから推定された脱窒菌と硫酸塩還元菌の存在量を考えると、これらの代謝もマリンスノーの凝集体内で発生していると考えられる。Bianchiらによって開発されたモデルでは、凝集体内にさまざまな酸化還元電位があることが示されている。

## 利用
海洋の熱塩循環は非常にゆっくりとしたものであるため、生物ポンプによってマリンスノーとして深海に輸送された炭素は、1000年以上に渡って大気と接触しないままになる可能性がある。すなわち、マリンスノーが最終的に無機栄養素と溶存二酸化炭素に分解されると、非常に長期間に渡って表層海洋から隔離されることになる。深海に到達するマリンスノーの量を増やすことは、海洋による炭素隔離の地球工学を考える上で重要である。海洋栄養と鉄施肥は、表層海洋での有機物の生産を促進し、深海に到達するマリンスノーを増加させると考えられる。しかしながら、炭素を効果的に輸送できるような持続可能な施肥方法はまだ完成していない。
気候変動の予測指標である海水温の上昇は、水中の成層化をより強め、マリンスノーの生産を減少させる可能性がある。成層化が進むと、硝酸塩、リン酸塩、ケイ酸などの植物プランクトンの栄養素の利用可能性が低下し、一次生産が減少し、ひいてはマリンスノーが減少する可能性がある。
マリンスノーに関連する微生物群集は、微生物学においても興味深い研究対象である。研究によると、輸送されたバクテリアは、昔から深海底で生息し孤立した集団を形成してきたバクテリアとの間で、遺伝子の交換をする可能性がある。海底のような広大な領域では、高圧と極寒に耐性のある未発見の種が存在する可能性もあり、生物工学や薬学の分野で有用なものが見出される可能性もある。

## 引用文献
1. ↑  “時を訪ねて 潜水艇くろしお 北大水産学部（函館）”. 北海道新聞. (2019年9月22日 日曜navi 1-2面)
2. ↑  “本学における学術研究の潮流 | 北海道大学 大学院水産科学研究院 大学院水産科学院 水産学部”.   北海道大学. 2019年9月23日閲覧。
3. ↑  “Microbial Extracellular Polymeric Substances (EPSs) in Ocean Systems”. Frontiers in Microbiology 8:  922. (2017). doi:10.3389/fmicb.2017.00922. PMC 5445292. PMID 28603518.
4. ↑  Miller, Charles B. (2004). Biological Oceanography. Blackwell Science Ltd.. pp. 94–95, 266–267
5. ↑   Dynamics of Marine Ecosystems. Blackwell Publishing. (2006). p. 35
6. ↑  BRANDON KEIM. “海底のミクロ：マリンスノーで生きる生物たち”. WIRED.jp. 2019年11月7日閲覧。
7. ↑  “Nitrogenous nutrition of marine phytoplankton in nutrient-depleted waters”. Science 203 (4381):  670–2. (February 1979). Bibcode: 1979Sci...203..670M. doi:10.1126/science.203.4381.670. PMID 17813381.
8. ↑  van der Jagt, Helga; Friese, Carmen; Stuut, Jan-Berend W.; Fischer, Gerhard; Iversen, Morten H. (2018-02-19). “The ballasting effect of Saharan dust deposition on aggregate dynamics and carbon export: Aggregation, settling, and scavenging potential of marine snow”. Limnology and Oceanography 63 (3):  1386–1394. Bibcode: 2018LimOc..63.1386V. doi:10.1002/lno.10779. ISSN 0024-3590.
9. ↑  “Can microscale chemical patches persist in the sea? Microelectrode study of marine snow, fecal pellets”. Science 235 (4789):  689–91. (February 1987). Bibcode: 1987Sci...235..689A. doi:10.1126/science.235.4789.689. PMID 17833630.
10. ↑  Dilling, Lisa; Alldredge, Alice L (2000-07-01). “Fragmentation of marine snow by swimming macrozooplankton: A new process impacting carbon cycling in the sea”. Deep Sea Research Part I: Oceanographic Research Papers 47 (7):  1227–1245. Bibcode: 2000DSRI...47.1227D. doi:10.1016/S0967-0637(99)00105-3.
11. ↑  “Particle aggregation and the biological activity of colloids”. Marine Ecology Progress Series 109:  293–304. (1994). Bibcode: 1994MEPS..109..293K. doi:10.3354/meps109293.
12. 1 2 3  “Seasonal variations in extracellular enzymatic activity in marine snow-associated microbial communities and their impact on the surrounding water”. FEMS Microbiology Ecology 94 (12). (December 2018). doi:10.1093/femsec/fiy198. PMID 30299466.
13. ↑  Basu, S. and Mackey, K.R. (2018) "Phytoplankton as key mediators of the biological carbon pump: Their responses to a changing climate". Sustainability, 10(3): 869. doi:10.3390/su10030869.  Material was copied from this source, which is available under a Creative Commons Attribution 4.0 International License.
14. 1 2  Passow, U. and Carlson, C.A. (2012) "The biological pump in a high CO2 world". Marine Ecology Progress Series, 470: 249–271. doi:10.3354/meps09985.
15. 1 2  Turner, J.T. (2015) "Zooplankton fecal pellets, marine snow, phytodetritus and the ocean's biological pump". Progress in Oceanography, 130: 205–248. doi:10.1016/j.pocean.2014.08.005
16. ↑  Basu, S. and Mackey, K.R. (2018) "Phytoplankton as key mediators of the biological carbon pump: Their responses to a changing climate". Sustainability, 10(3): 869. doi:10.3390/su10030869.  Material was copied from this source, which is available under a Creative Commons Attribution 4.0 International License.
17. ↑  “Eukaryotic microbes, principally fungi and labyrinthulomycetes, dominate biomass on bathypelagic marine snow”. The ISME Journal 11 (2):  362–373. (February 2017). doi:10.1038/ismej.2016.113. PMC 5270556. PMID 27648811.
18. ↑  “Respiration in the open ocean”. Nature 420 (6914):  379–84. (November 2002). Bibcode: 2002Natur.420..379D. doi:10.1038/nature01165. PMID 12459775.
19. ↑  KiØrboe, Thomas (March 2000). “Colonization of marine snow aggregates by invertebrate zooplankton: Abundance, scaling, and possible role” (英語). Limnology and Oceanography 45 (2):  479–484. Bibcode: 2000LimOc..45..479K. doi:10.4319/lo.2000.45.2.0479.
20. ↑  “Colonization in the photic zone and subsequent changes during sinking determine bacterial community composition in marine snow”. Applied and Environmental Microbiology 81 (4):  1463–71. (February 2015). doi:10.1128/AEM.02570-14. PMC 4309695. PMID 25527538.
21. 1 2 3  “Major contribution of autotrophy to microbial carbon cycling in the deep North Atlantic's interior.”. Deep Sea Research Part II: Topical Studies in Oceanography 57 (16):  1572–80. (August 2010). Bibcode: 2010DSRII..57.1572R. doi:10.1016/j.dsr2.2010.02.023.
22. ↑  “Global niche of marine anaerobic metabolisms expanded by particle microenvironments”. Nature Geoscience 11 (4):  263–268. (April 2018). Bibcode: 2018NatGe..11..263B. doi:10.1038/s41561-018-0081-0.
23. ↑  “Ocean fertilization: a potential means of geoengineering?”. Philosophical Transactions. Series A, Mathematical, Physical, and Engineering Sciences 366 (1882):  3919–45. (November 2008). Bibcode: 2008RSPTA.366.3919L. doi:10.1098/rsta.2008.0139. PMID 18757282.